# لی شیوفو
لی شیوفو (انگلیسی: Li Xiufu؛ زادهٔ ۲۸ ژوئن ۱۹۶۵) بازیکن فوتبال اهل چین است.
وی همچنین در تیم ملی فوتبال زنان چین بازی کرده‌است.